# Cachoeira Império do Samba
A Sociedade Cachoeira Império do Samba é uma escola de samba da cidade de São Paulo.

## História
Fundada no Largo do Japonês, em Vila Nova Cachoeirinha, a escola é remanescente da extinta escola de samba Brasil da Cachoeirinha, originária da Vila Rica, no quintal do "Seu Neizinho". Seus fundadores são nomes conhecidos no samba como: Newton Branco, Neizinho, Zé Anastácio, Zé Viana, Tio Pedro, Azul, Carrasco e Roberto Verniz, que integraram a primeira diretoria.
O apelido da escola é "Cachucha Nega Veia" em homenagem as mães e avós de seus atuais componentes. O nome "Cachoeirinha" é porque na Vila onde a escola se originou, havia uma pequena cachoeira, que foi utilizada como inspiração para o nome da Agremiação.

## Carnavais
| Cachoeira Império do Samba |            |           |                                                      |
| Ano                        | Colocação  | Grupo     | Enredo                                               |
| 1975                       | 12.º lugar | 3         |                                                      |
| 1976                       | 11.º lugar | 3         | História do Jangadeiro                               |
| 1977                       | 8.º lugar  | 3         | Exaltação à Bahia                                    |
| 1978                       | 11.º lugar | 3         | Falando de Flores                                    |
| 1979                       | 8.º lugar  | 4         | Festa Para o Rei Congo                               |
| 1980                       | 3.º lugar  | 4         | Exaltação à Freguesia do Ó                           |
| 1981                       | 3.º lugar  | 4         | Zumbi dos Palmares                                   |
| 1982                       | 2.º lugar  | 4         | Nos Tempos dos Meus Avós                             |
| 1983                       | 8.º lugar  | 3         | Cisne Branco, Eterno Herói, Tamandaré                |
| 1984                       | 10.º lugar | 3         | Um Pedaço da África                                  |
| 1985                       | 6.º lugar  | 4         | Brasília, Epopéia de Uma Nação                       |
| 1986                       | 2.º lugar  | 4         | E Por Falar em Samba, Cachucha Meu Samba             |
| 1987                       | 2.º lugar  | 3         | Se Segura Malandro! Ilusão e Ilusões                 |
| 1988                       | 8.º lugar  | 1         | O Povo Negro de Iemanjá na Corte de Iara             |
| 1989                       | 8.º lugar  | 2         | Do Egito à Verdejante Amazônia                       |
| 1990                       | 5.º lugar  | 2         | O Papel Fazendo o Seu Papel                          |
| 1991                       | 5.º lugar  | 2         | Axé                                                  |
| 1992                       | 8.º lugar  | 2         | Axé dos Garimpos Pra Você                            |
| 1993                       | 8.º lugar  | 2         | É no Pé que se Mostra Como é                         |
| 1994                       | 9.º lugar  | 2         | Rosas Sempre Rosas                                   |
| 1995                       | 8.º lugar  | 3         | As histórias que Vovó Contava. Cruz Credo Ave Maria! |
| 1996                       | 3.º lugar  | 4         | Zumbi Quintino no Quilombo do Jabaquara              |
| 1997                       | 9.º lugar  | 3         | Kizomba, a Festa do Povo Negro                       |
| 1998                       | 8.º lugar  | 2         | O Mar e Contos de Areia                              |
| 1999                       | 9.º lugar  | 2         | O circo                                              |
| 2000                       | 9.º lugar  | 3         | Carnaval Festa Profana – Alegria do Povo             |
| 2001                       | 3.º lugar  | 3 - Oeste | Iracema                                              |
| 2002                       | 3.º lugar  | 3 - Oeste | Antigos Carnavais                                    |
| 2003                       | –          | 3 - Oeste | Aquarela do Brasil                                   |
| 2004                       | –          | 3 - Oeste | Parabéns Cachoerinha                                 |
| 2005                       | –          | 3 - Oeste | Tudo por amor                                        |
| 2006                       | 15.º lugar | 3         | O samba dominando o mundo                            |
| 2007                       | 14.º lugar | 3         | Um sonho de Ícaro                                    |
| 2008                       | Descl.     | Espera    | Zumbi dos Palmares                                   |